# Хауншмид, Рудольф
Рудольф Антон Хауншмид (нем. Rudolf Anton Haunschmied; род. 1966, Санкт-Георген-на-Гузене) — австрийский писатель и историк.

## Жизнь и достижения
В молодости до учёбы на инженера-механика Хауншмид занимался исследованиями «забытой» истории Санкт-Георген-Гузен-Маутхаузен, где во время войны размещались четыре нацистских концлагеря, и сфокусировался на истории I, II и III концлагерях Гусена.
В 1986 году он становится одним из основателей рабочей группы по созданию мемориала истории С.Георгена (AHDG) . Эта рабочая группа преобразуется в комитет Мемориала Гусен и работает до января 2008 года, когда он снова среди основателей независимого комитета мемориала. В 1989 году он публикует первую работу по истории комплекса С.Георген-Гусен-Маутхаузен по запросу Муниципалитета его родного города С.Георген на Гусене. Он проводит экскурсии по останкам (руинам) лагерей, также ведет обучение аудиторий и консультирует студентов и исследователей.
Совместно с французом Пьером Серж Шумов (Amicale de Mauthausen) и другими он организовал первое международное празднование годовщины в Гусене в 1995 году и основал информационный сайт Маутхаузен-Гусен в 1997 году.
В 1996 и 1997 основывает 2 партнерства городов и становится членом реформации Маутхаузена (Гос. Инициатива модернизации мемориала Маутхаузен) в австрийском федеральном министерстве внутренних дел в 2000 году, что привело к открытию новых центров для посетителей концлагерей Гусена в 2004 году.
В 2007 году он внёс вклад в создание аудио-экскурсий по Гусену и за последние 25 лет посвятил себя публикациям на радио и телевидении.
В настоящее время он занимается вопросами открытия «Горного Кристалла» (неm. «BERGKRISTALL»), туннеля II концлагеря Гусена для общественности и текущей адекватной защиты останков концлагерей I и II Гусена.
В настоящее время проживает в Трауне, Австрия.

## Основные публикации
- В память 1938-х — 1945-х.  В: 300 Jahre erweitertes Marktrecht St. Georgen/Gusen, С.Георген на Гусене 1989
- Информационный сайт Концлагеря Маутхаузен-Гусен [www.gusen.org, 1997 — по сегодняшний день
- Прогулка по истории С.Георгена и Гусена, Вечерние общеобразовательные курсы, С.Георген на Гусене 1993—2005
- Концлагерь Гусен, В: Unsere Heimat der Bezirk Perg, Перг 1995
- Гусен — проявление австрийской забывчивости ? , В: Кристоф Майер, невидимый лагерь — Аудиогид Гусен, Берлин 2007
- В соавторстве с Альфредом Грау: Крах 1945 Как мы в нем выжили, В: Главная листьев до С.Георген 2007
- В соавторстве c Ян-Рут Миллс и Зиги Витсани-Дурдаa: С.Георген-Гусен-Маутхаузен — Концлагерь Матхаузен пересмортр, нордерстедт 2008, ISBN 978-3-8334-7440-8, доступен через Google-Books St. Georgen-Gusen-Mauthausen
- Getta la pietra! Il lager di Gusen-Mauthausen, Mimesis Edizioni, Милан 2008, доступен через Google-Books Getta la pietra! Il lager di Gusen-Mauthausen
- Федеральное министерство внутренних дел Австрии: актуальные дискуссии по «Горному Кристаллу», документация, Вена 2009
- NS-История 1938—1945, В: 400 Jahre Markt St. Georgen an der Gusen, С.Георген на Гусене, 2011
- Издатель Карл Литнер: Жизнь в паутине — от Auschwitz-Zasole до Gusen II, нордерстедт 2011, ISBN 978-3-8423-9840-5, доступен через Google-Books Life Hanging on a Spider Web — From Auschwitz-Zasole to Gusen II
- В память о лагерях Гусена, бывшем близнец концлагер Маутхаузен-Гусен. В: Выживание как искусство- каторжный труд в концлагере Гусена — издание для завода Мессершмитт в Регенсбург. Государственная Библиотека Регенсбург, 2012.

## Награды
- Культурная награда муниципалитета Санкт-Георген-на-Гузене за экстраординарные достижения в области исследования забытой истории комплекса С.Георген на Гусене (1990)
- Медаль органов местного самоуправления Верхней Австрии за заслуги и почетную деятельность в составе рабочей группы по охране истории, памяти и созданию мемориала С.Георген на Гусене (2008)
- Золотая медаль за хранителей мест польской национальной памятиj (2014)
- Знак I степени — золотой знак Республика Австрия (2015)
- Золотая медаль за заслуги муниципалитета Лангенштайн (2016)
- Нагрудный знак «За заслуги перед польской культурой» (2017)
- Золотая сова[пол.] (2019)
- Почетное звание Профессор (2021)
- Почетная доска клуба Маутхаузен-Гузен, Варшава (2022)
- Медаль VIRTUS ET FRATERNITAS вручена Президентом Республики Польша, Анджеем Дудой (2024).